# 大水峪水库
40°27′45″N 116°40′36″E / 40.4624476°N 116.6767057°E
大水峪水库是位于北京市怀柔区大水峪村西北的水库，拦截潮白河的支流沙河。
1969-1978年建成。水库面积0.7平方公里，常年水面面积52.2万平方米，总库容1460万立方米，控制流域面积55.6平方公里。坝高59米，坝顶长283米；有溢洪道1座，灌溉输水管道1条，水电站1座。年发电量100万千瓦时，供水800万立方米。